# Bourisp
Bourisp est une commune française située dans le sud-est du département des Hautes-Pyrénées, en région Occitanie. Sur le plan historique et culturel, la commune est dans le Pays d'Aure, constitué de la vallée de la Neste (en aval de Sarrancolin), de la vallée d'Aure (en amont de Sarrancolin) et de la vallée du Louron.
Exposée à un climat de montagne, elle est drainée par  et par un autre cours d'eau. La commune possède un patrimoine naturel remarquable : un site Natura 2000 (« Garonne, Ariège, Hers, Salat, Pique et Neste ») et trois zones naturelles d'intérêt écologique, faunistique et floristique.
Bourisp est une commune rurale qui compte 190 habitants en 2022, après avoir connu une forte hausse de la population depuis 1962..
Ses habitants sont appelés les Bourispais.

## Géographie

### Localisation
La commune de Bourisp se trouve dans le département des Hautes-Pyrénées, en région Occitanie.
Elle se situe à 50 km à vol d'oiseau de Tarbes, préfecture du département, à 30 km de Bagnères-de-Bigorre, sous-préfecture, et à 31 km de Capvern, bureau centralisateur du canton de Neste, Aure et Louron dont dépend la commune depuis 2015 pour les élections départementales.
La commune fait en outre partie du bassin de vie d'Arreau.
Les communes les plus proches sont : 
Vielle-Aure (1,0 km), Sailhan (1,1 km), Estensan (1,2 km), Camparan (1,7 km), Vignec (1,8 km), Saint-Lary-Soulan (1,9 km), Azet (2,3 km), Guchan (2,3 km).
Sur le plan historique et culturel, Bourisp fait partie du pays de la vallée d'Aure ou pays d'Aure, constitué de la vallée de la Neste (en aval de Sarrancolin), de la vallée d'Aure (en amont de Sarrancolin) et de la vallée du Louron (confluente à Arreau).
Bourisp est limitrophe de six autres communes dont Azet à l'est par un simple quadripoint, à la Coume Escure. Sans être limitrophe, la commune n'est distante au sud-ouest que d'une soixantaine de mètres de celle de Saint-Lary-Soulan.
|             | Guchan   |          |
| Vielle-Aure | Bourisp  | Camparan |
| Sailhan     | Estensan | Azet     |

### Hydrographie
La commune est dans le bassin versant de la Garonne, au sein du bassin hydrographique Adour-Garonne. Elle est drainée par le ruisseau la mousquère et par un petit cours d'eau, constituant un réseau hydrographique de 2 km de longueur totale,.

### Climat
Le climat qui caractérise la commune est qualifié, en 2010, de « climat de montagne », selon la typologie des climats de la France qui compte alors huit grands types de climats en métropole. En 2020, la commune ressort du même type de climat dans la classification établie par Météo-France, qui ne compte désormais, en première approche, que cinq grands types de climats en métropole. Pour ce type de climat, la température décroît rapidement en fonction de l'altitude. On observe une nébulosité minimale en hiver et maximale en été. Les vents et les précipitations varient notablement selon le lieu.
Les paramètres climatiques qui ont permis d’établir la typologie de 2010 comportent six variables pour les températures et huit pour les précipitations, dont les valeurs correspondent à la normale 1971-2000. Les sept principales variables caractérisant la commune sont présentées dans l'encadré ci-après.
| Paramètres climatiques communaux sur la période 1971-2000 - Moyenne annuelle de température : 10,2 °C - Nombre de jours avec une température inférieure à −5 °C : 6,1 j - Nombre de jours avec une température supérieure à 30 °C : 2,9 j - Amplitude thermique annuelle : 14,4 °C - Cumuls annuels de précipitation : 1 060 mm - Nombre de jours de précipitation en janvier : 10 j - Nombre de jours de précipitation en juillet : 8,4 j |

Avec le changement climatique, ces variables ont évolué. Une étude réalisée en 2014 par la Direction générale de l'Énergie et du Climat complétée par des études régionales prévoit en effet que la  température moyenne devrait croître et la pluviométrie moyenne baisser, avec toutefois de fortes variations régionales. Ces changements peuvent être constatés sur la station météorologique de Météo-France la plus proche, « Génos », sur la commune de Génos, mise en service en 1969 et qui se trouve à 6 km à vol d'oiseau,, où la température moyenne annuelle est de 7,8 °C et la hauteur de précipitations de 1 483,6 mm pour la période 1981-2010.
Sur la station météorologique historique la plus proche, « Tarbes-Lourdes-Pyrénées », sur la commune d'Ossun, mise en service en 1946 et à 49 km, la température moyenne annuelle évolue de 12,2 °C pour la période 1971-2000, à 12,6 °C pour 1981-2010, puis à 12,9 °C pour 1991-2020.

### Milieux naturels et biodiversité

#### Réseau Natura 2000

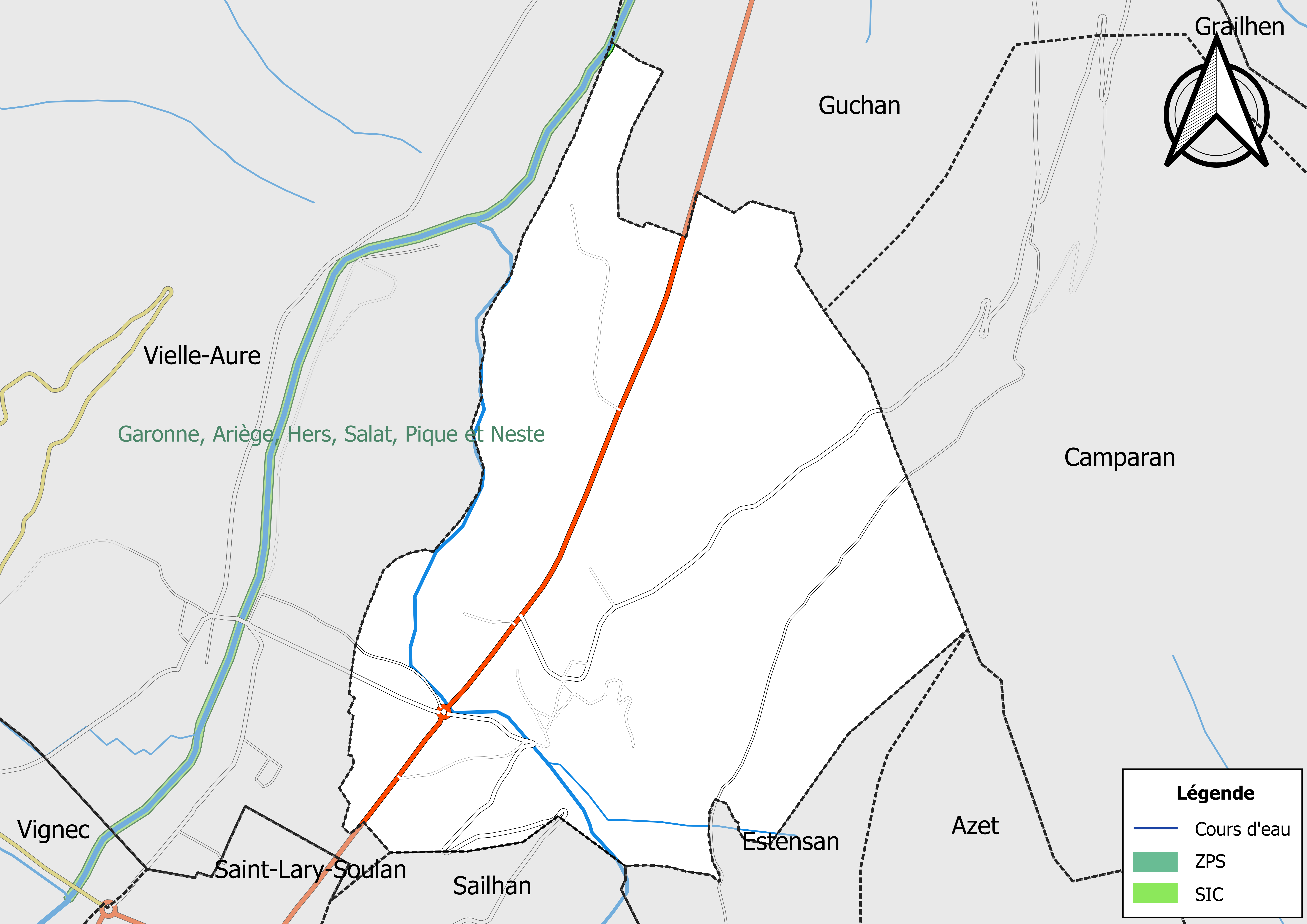
Site Natura 2000 sur le territoire communal.

Le réseau Natura 2000 est un réseau écologique européen de sites naturels d'intérêt écologique élaboré à partir des Directives « Habitats » et « Oiseaux », constitué de zones spéciales de conservation (ZSC) et de zones de protection spéciale (ZPS).
Un site Natura 2000 a été défini sur la commune au titre de la « directive Habitats » : « garonne, Ariège, Hers, Salat, Pique et Neste », d'une superficie de 9 581 ha, un réseau hydrographique pour les poissons migrateurs (zones de frayères actives et potentielles importantes pour le Saumon en particulier qui fait l'objet d'alevinages réguliers et dont des adultes atteignent déjà Foix sur l'Ariège.

#### Zones naturelles d'intérêt écologique, faunistique et floristique
L’inventaire des zones naturelles d'intérêt écologique, faunistique et floristique (ZNIEFF) a pour objectif de réaliser une couverture des zones les plus intéressantes sur le plan écologique, essentiellement dans la perspective d’améliorer la connaissance du patrimoine naturel national et de fournir aux différents décideurs un outil d’aide à la prise en compte de l’environnement dans l’aménagement du territoire.
Deux ZNIEFF de type 1 sont recensées sur la commune :
« la Neste, amont » (100 ha), couvrant 18 communes du département et 
le « massif entre les Nestes d'Aure et du Louron » (2 749 ha), couvrant 16 communes du département
et une ZNIEFF de type 2, : 
la « Haute vallée d'Aure » (43 605 ha), couvrant 38 communes du département.

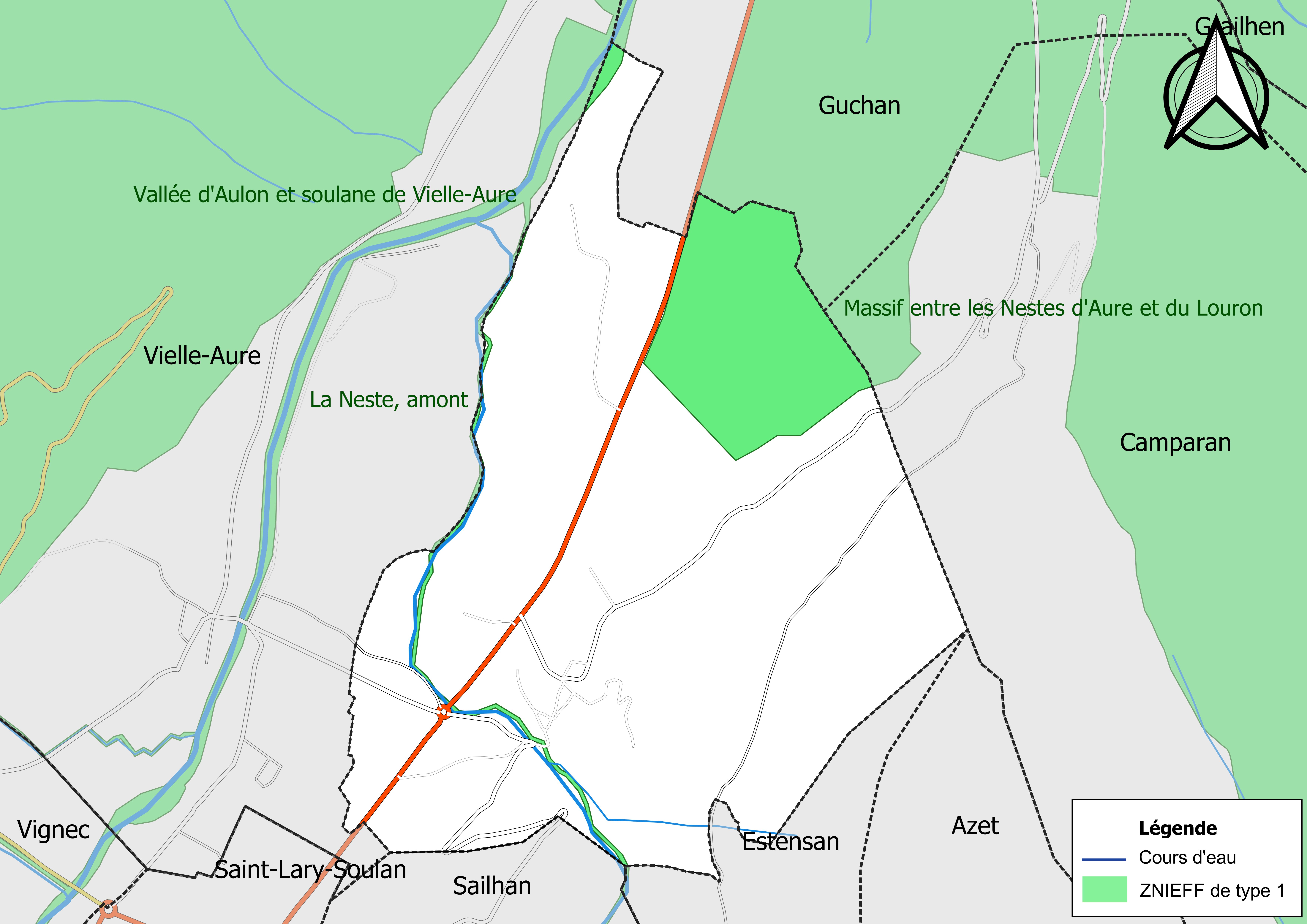
Carte des ZNIEFF de type 1 sur la commune.
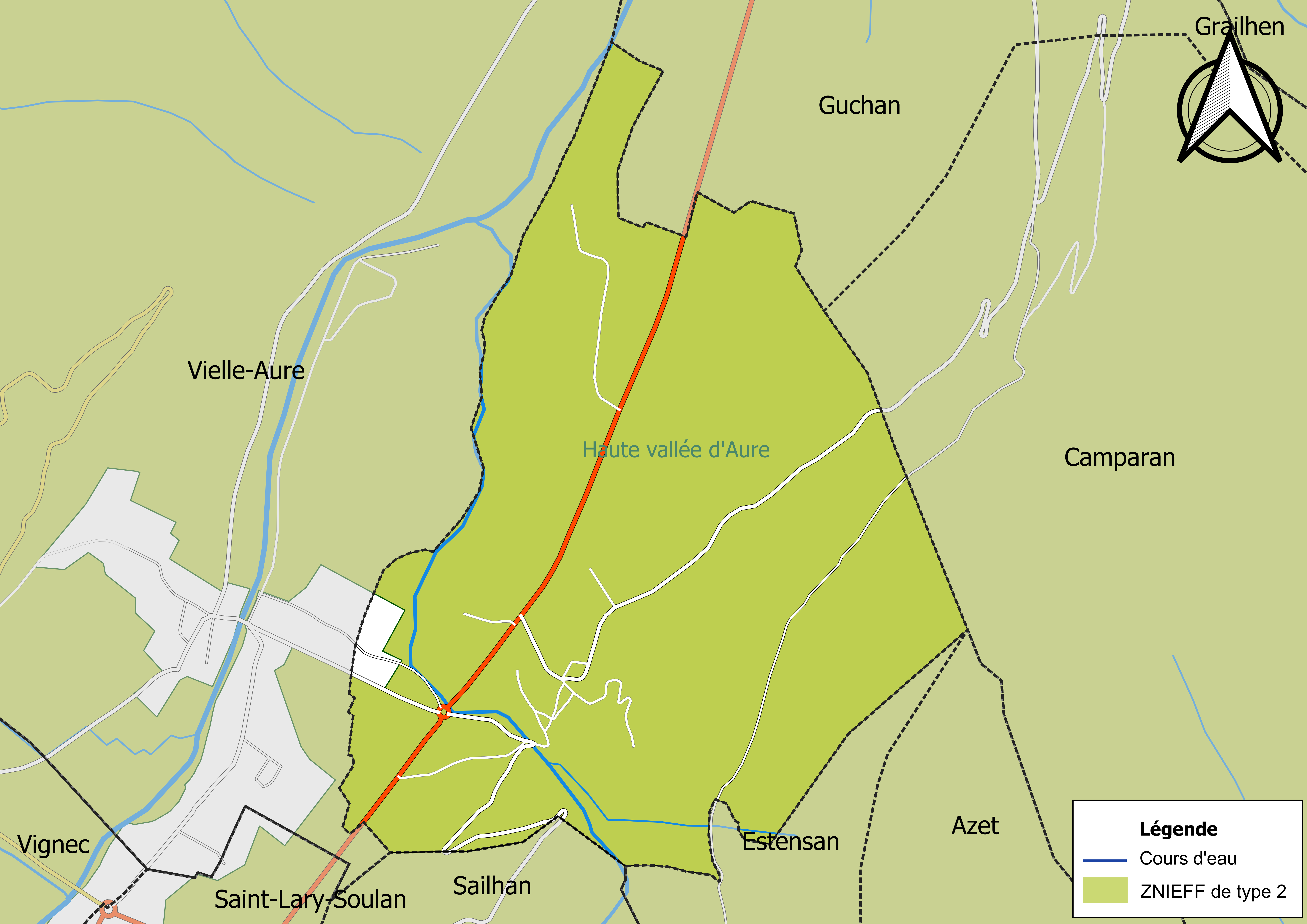
Carte de la ZNIEFF de type 2 sur la commune.

## Urbanisme

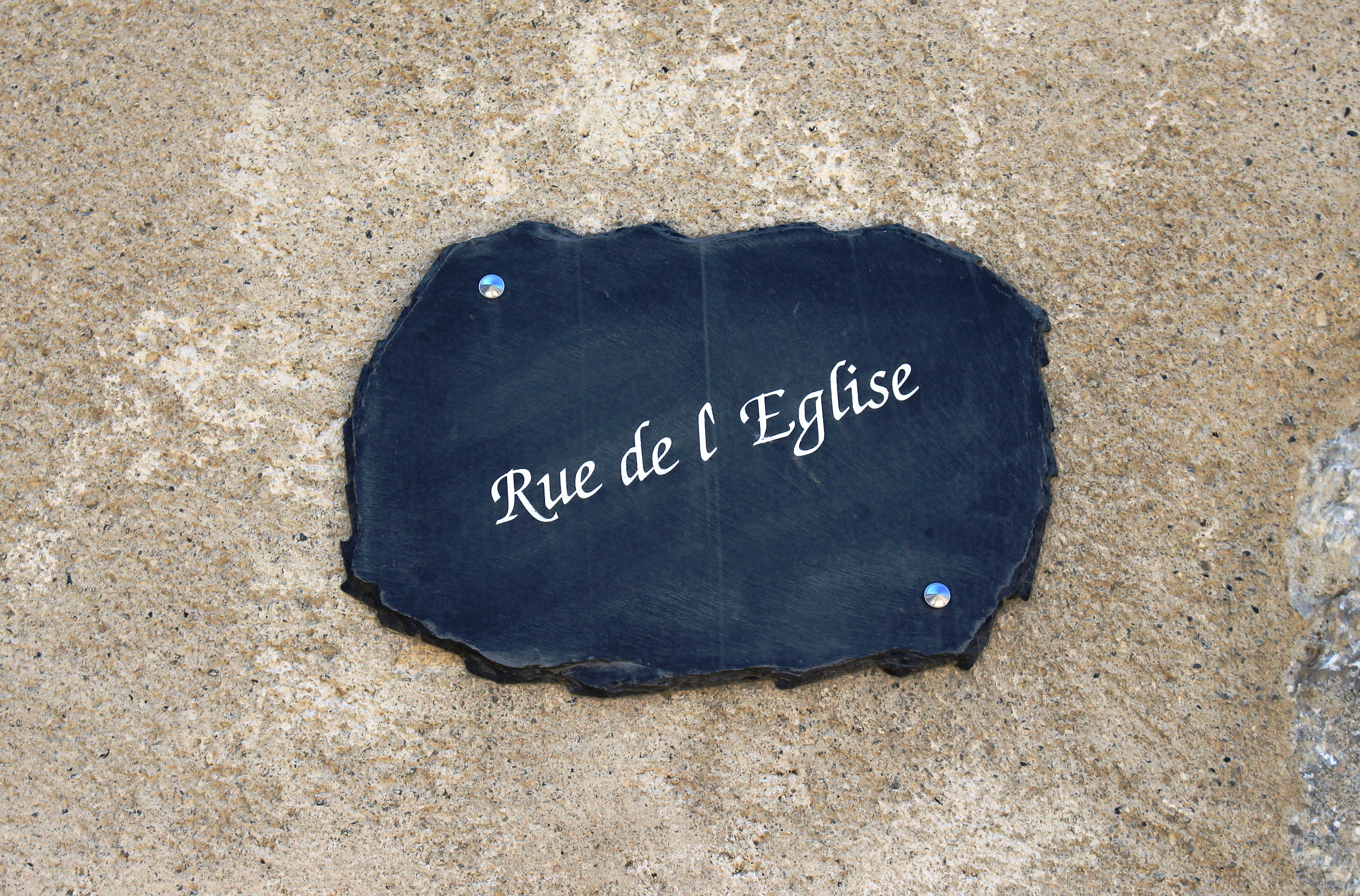
Rue du village.

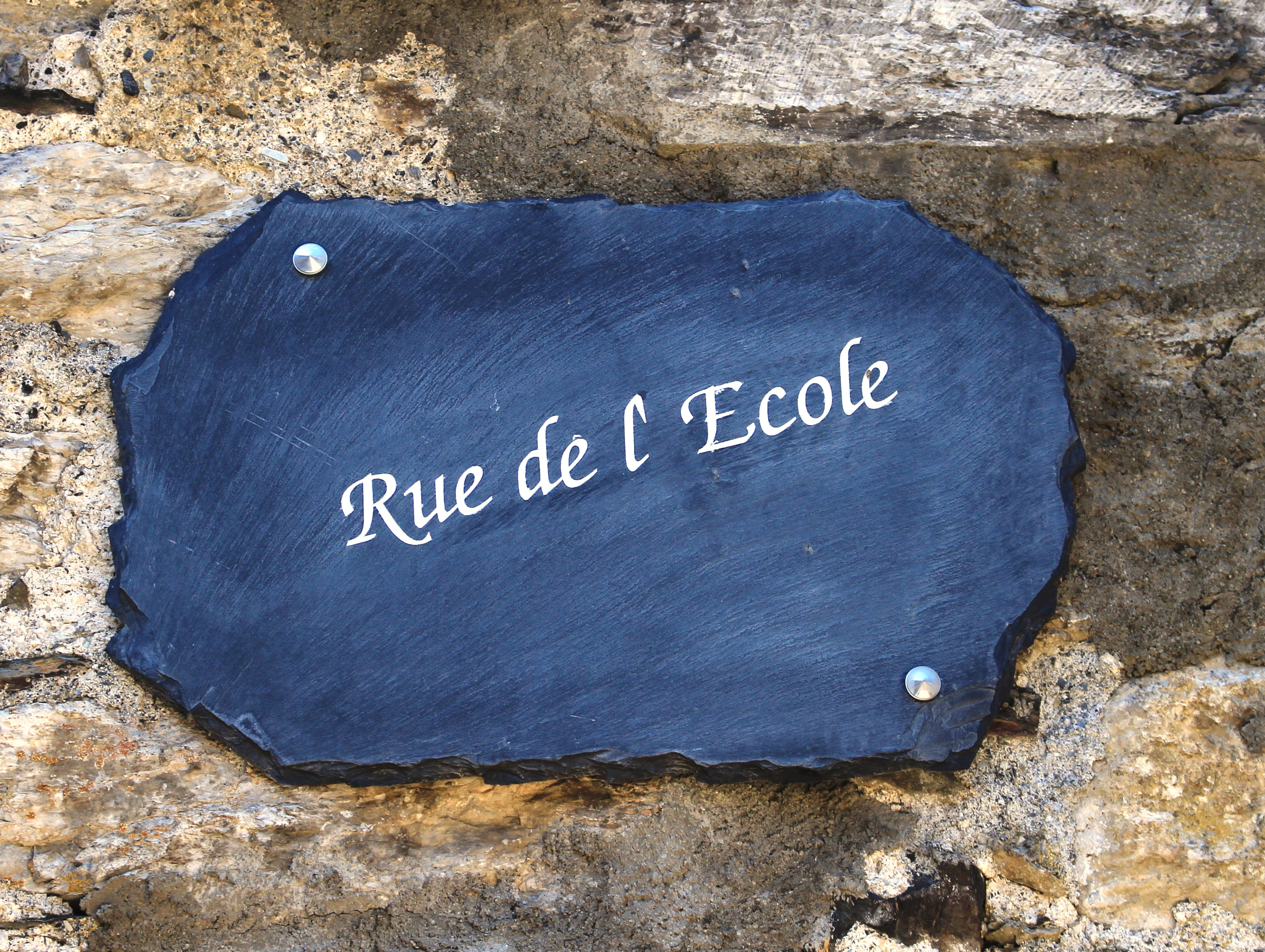

Sélection de vues du village.
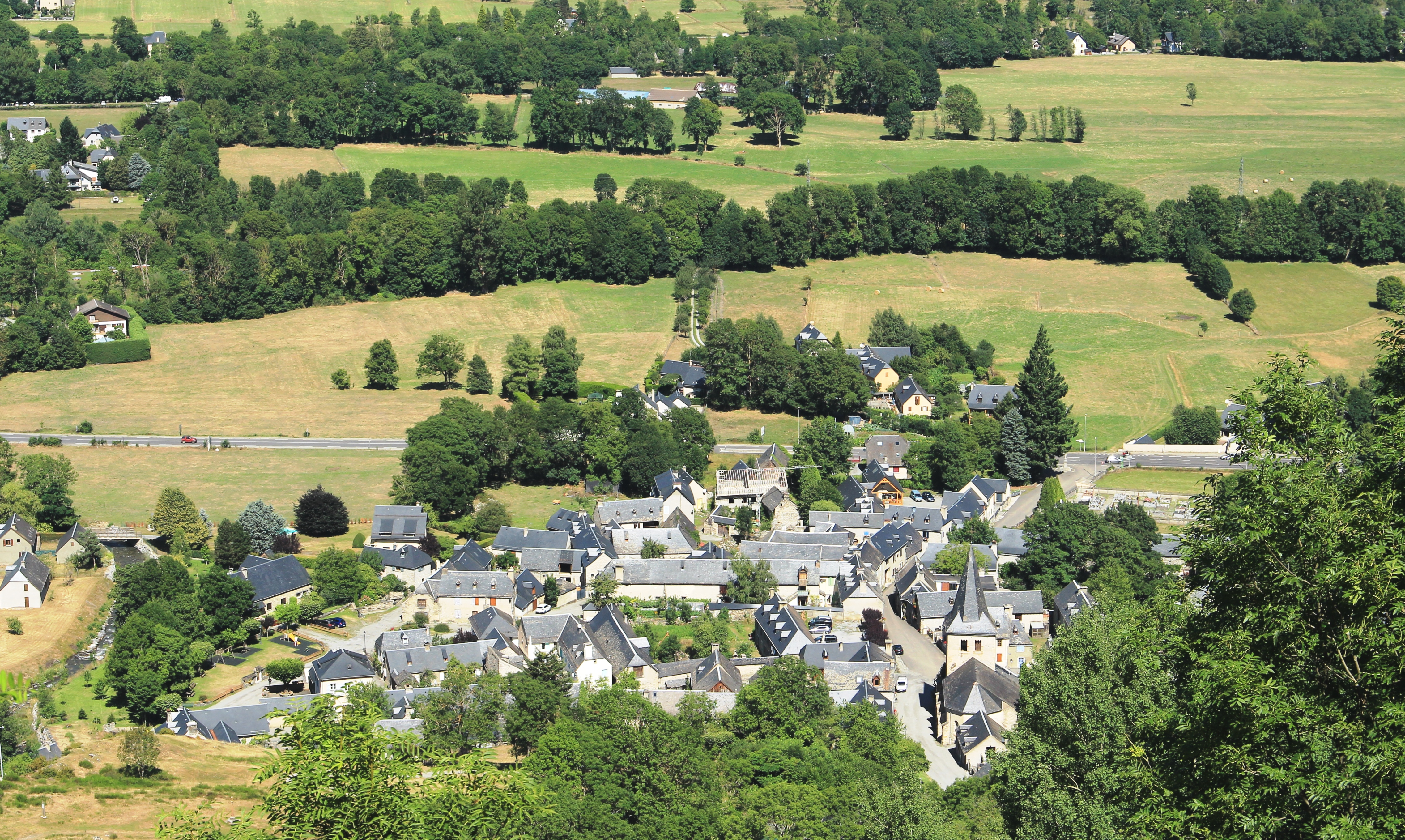
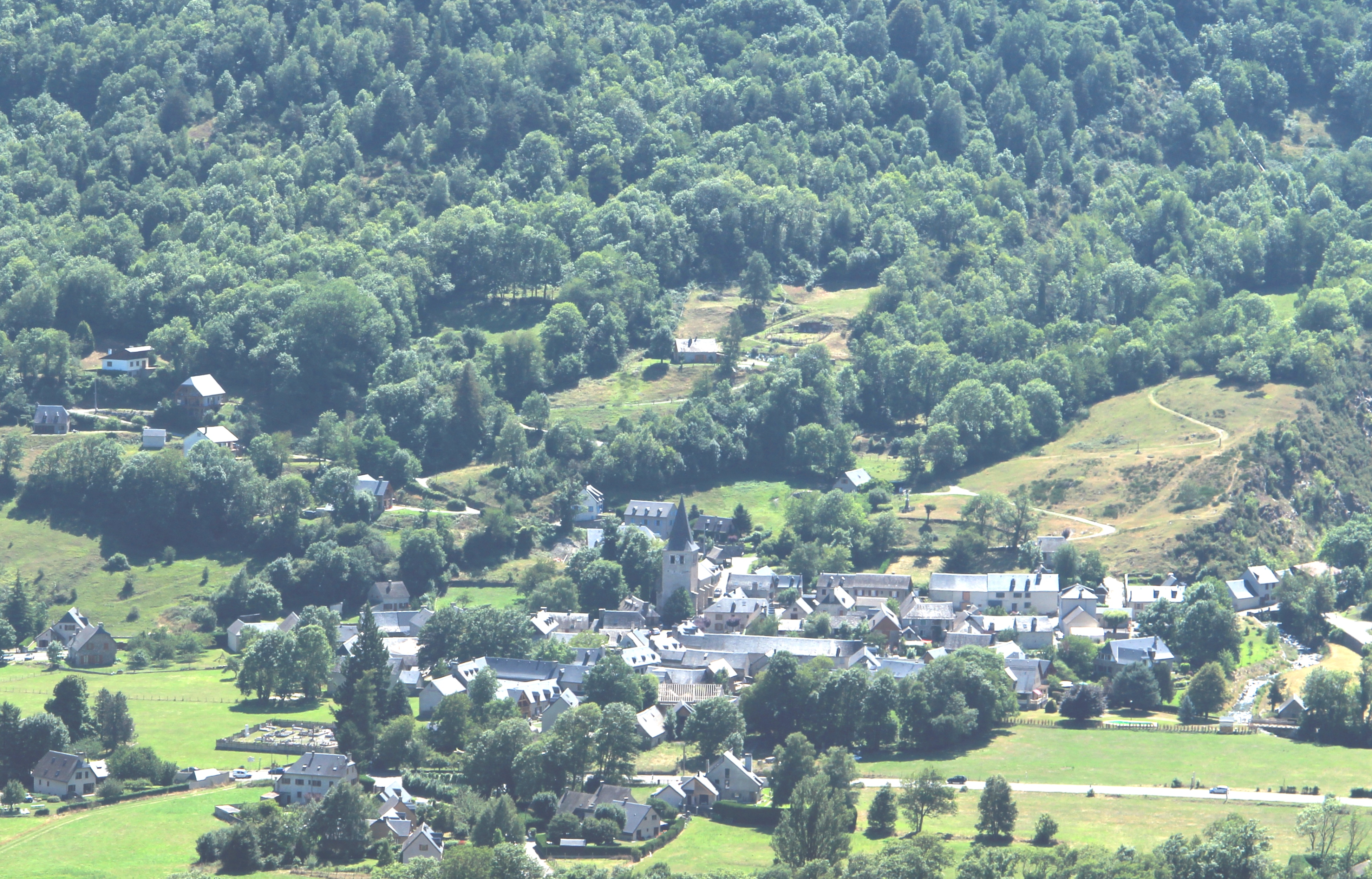

### Typologie
Au 1er janvier 2024, Bourisp est catégorisée commune rurale à habitat dispersé, selon la nouvelle grille communale de densité à sept niveaux définie par l'Insee en 2022.
Elle est située hors unité urbaine et hors attraction des villes,.

### Occupation des sols
L'occupation des sols de la commune, telle qu'elle ressort de la base de données européenne d’occupation biophysique des sols Corine Land Cover (CLC), est marquée par l'importance des territoires agricoles (46,2 % en 2018), en diminution par rapport à 1990 (61,1 %). La répartition détaillée en 2018 est la suivante : 
forêts (39,9 %), prairies (29,5 %), zones agricoles hétérogènes (16,7 %), zones urbanisées (14 %).
L'IGN met par ailleurs à disposition un outil en ligne permettant de comparer l’évolution dans le temps de l’occupation des sols de la commune (ou de territoires à des échelles différentes). Plusieurs époques sont accessibles sous forme de cartes ou photos aériennes : la carte de Cassini (XVIIIe siècle), la carte d'état-major (1820-1866) et la période actuelle (1950 à aujourd'hui).

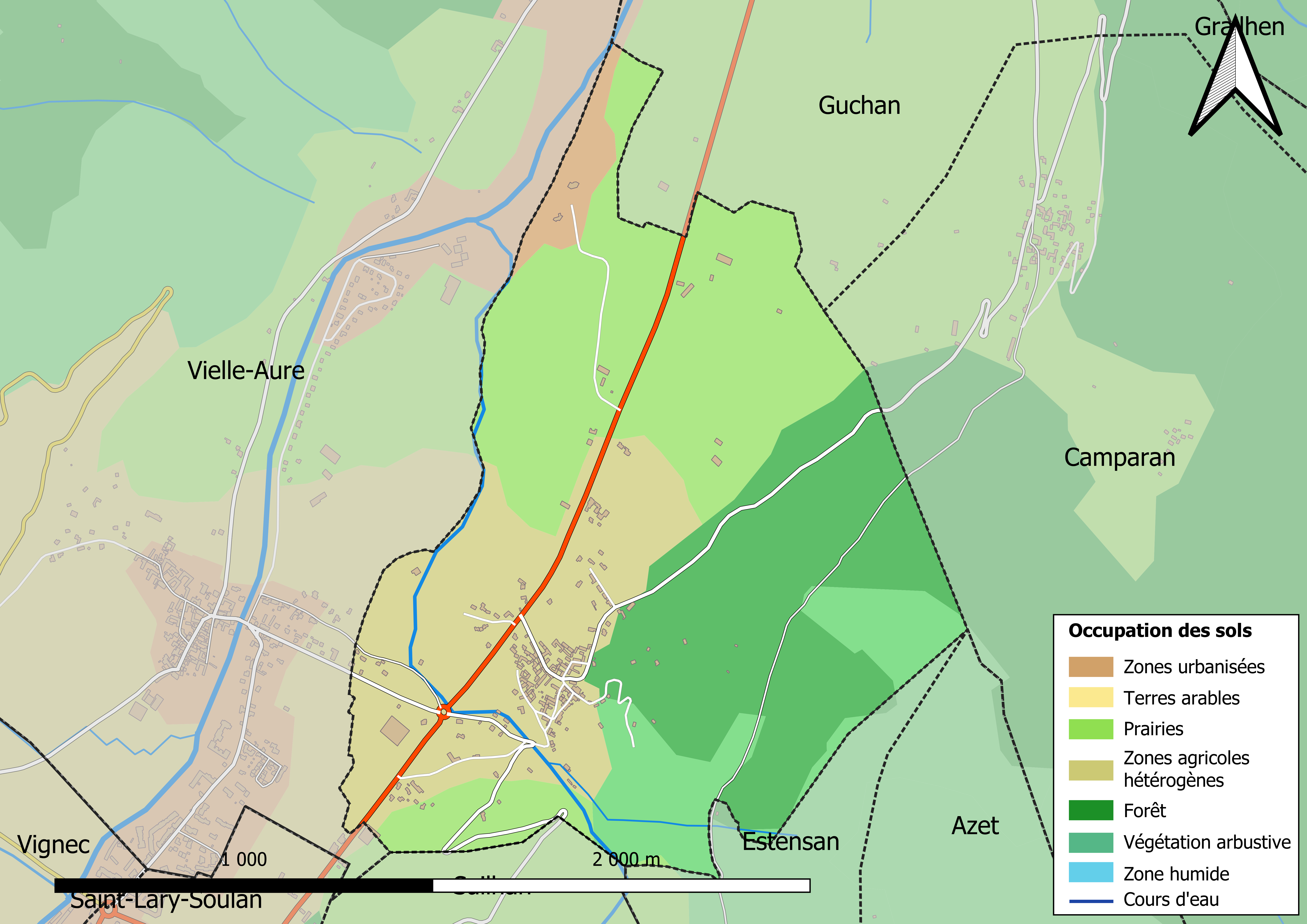
Carte des infrastructures et de l'occupation des sols en 2018 (CLC) de la commune.
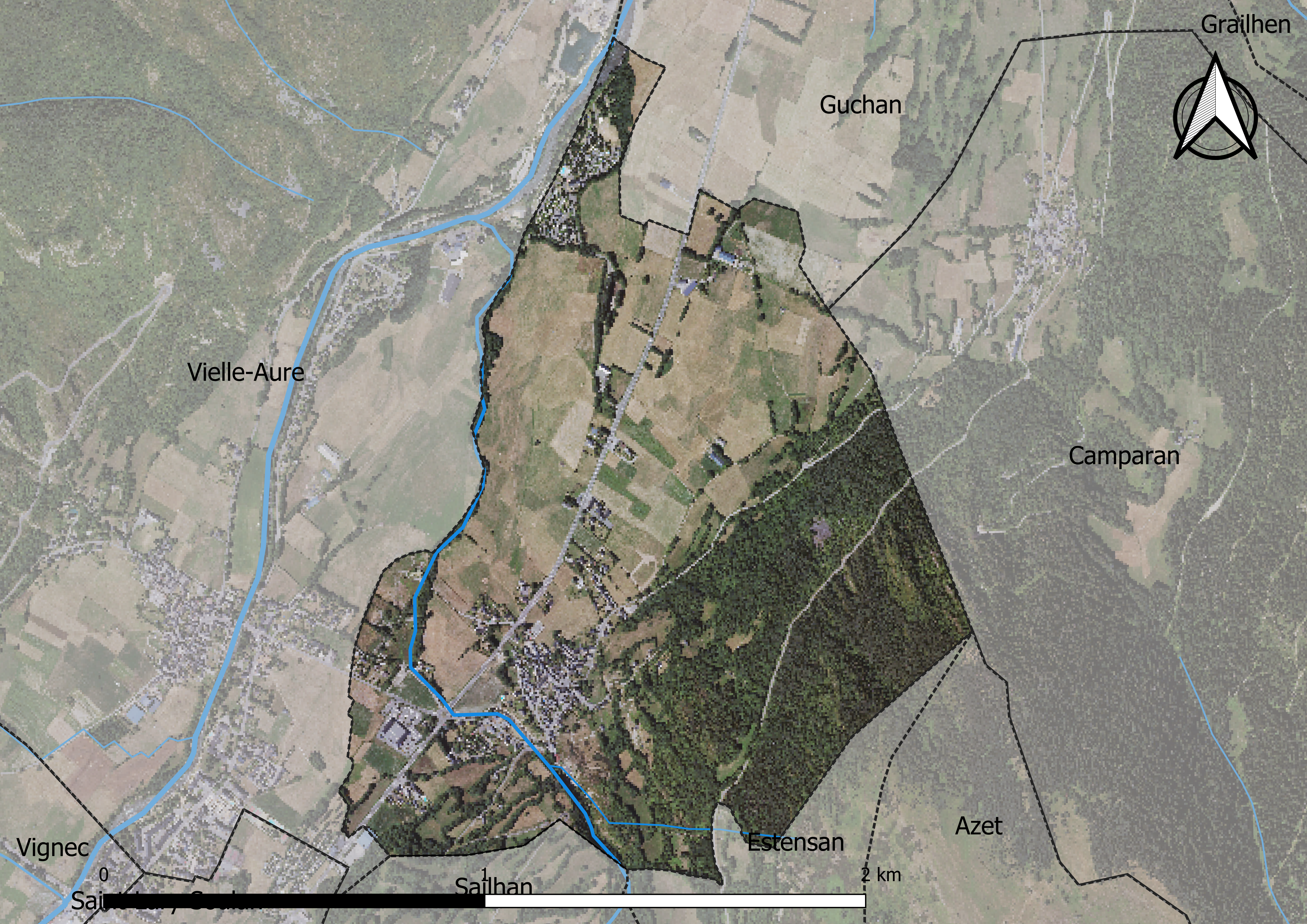
Carte orthophotogrammétrique de la commune.

### Voies de communication et transports
Cette commune est desservie par la route départementale D 929 et par la route départementale D 25.

Sélection de vues des fontaines municipales.
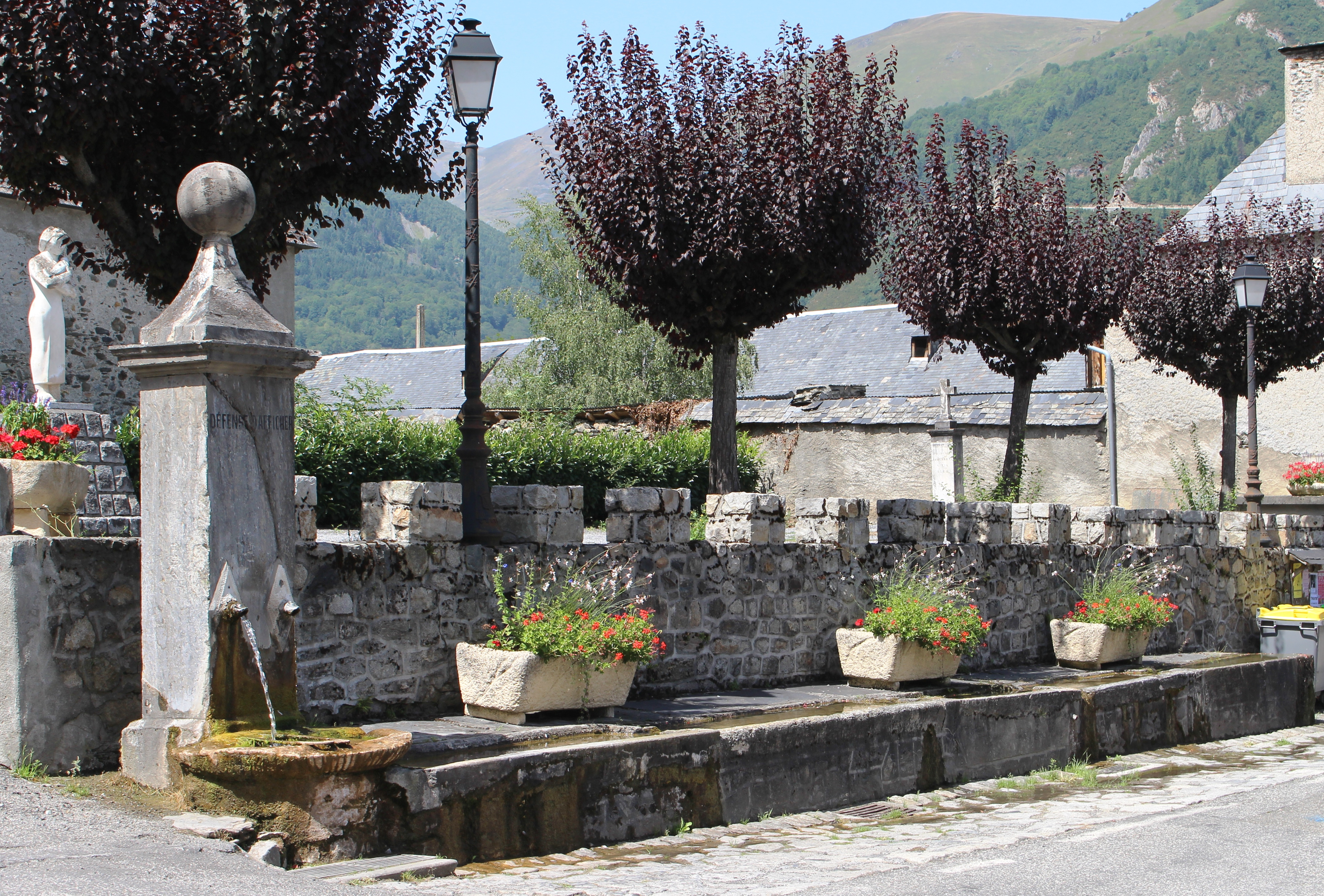
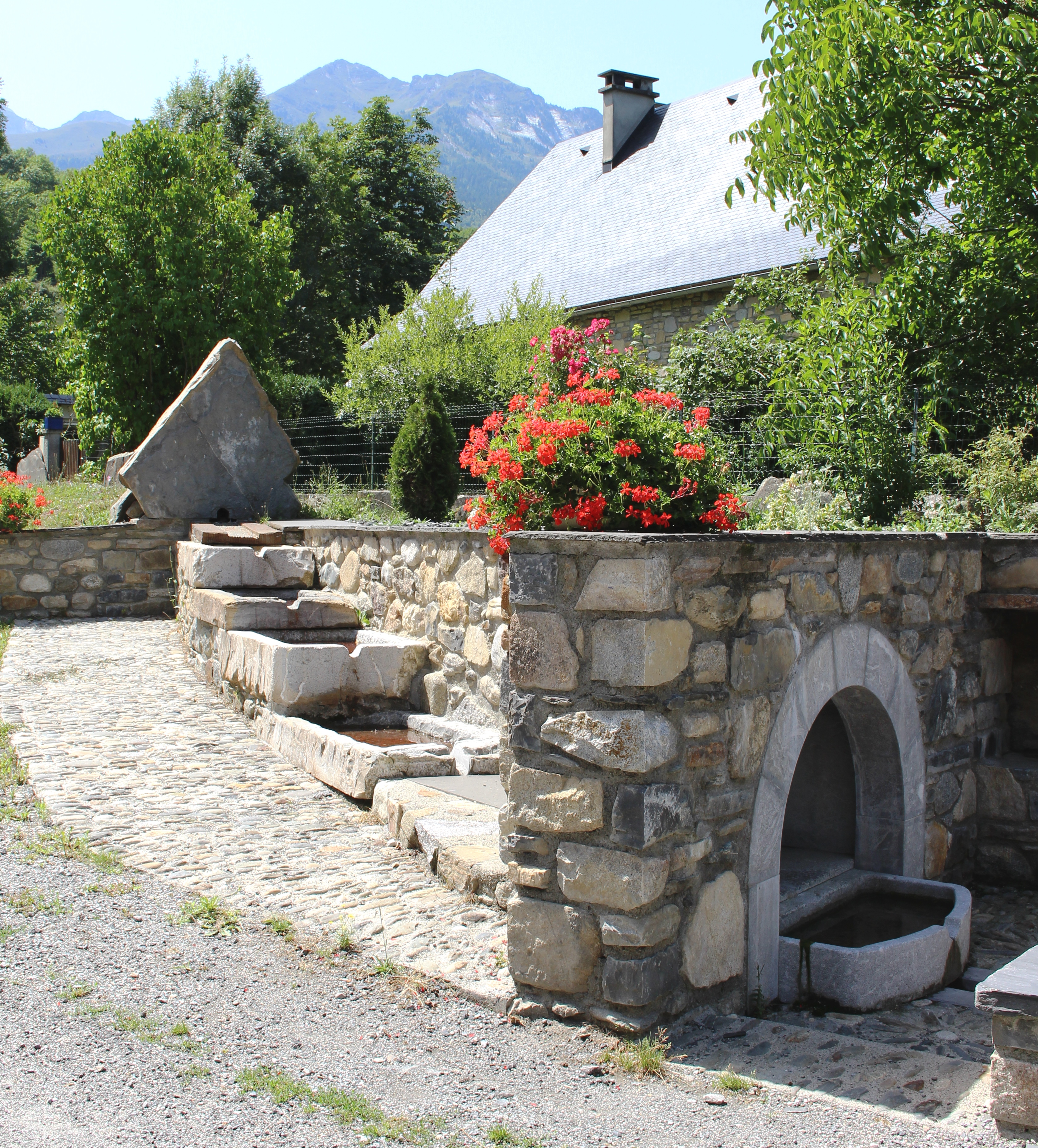

### Risques majeurs
Le territoire de la commune de Bourisp est vulnérable à différents aléas naturels : météorologiques (tempête, orage, neige, grand froid, canicule ou sécheresse), inondations, feux de forêts, mouvements de terrains et séisme (sismicité moyenne). Il est également exposé à un risque technologique, la rupture d'un barrage. Un site publié par le BRGM permet d'évaluer simplement et rapidement les risques d'un bien localisé soit par son adresse soit par le numéro de sa parcelle.

#### Risques naturels
Certaines parties du territoire communal sont susceptibles d’être affectées par le risque d’inondation par débordement de cours d'eau, notamment la Mousquère. La cartographie des zones inondables en ex-Midi-Pyrénées réalisée dans le cadre du XIe Contrat de plan État-région, visant à informer les citoyens et les décideurs sur le risque d’inondation, est accessible sur le site de la DREAL Occitanie. La commune a été reconnue en état de catastrophe naturelle au titre des dommages causés par les inondations et coulées de boue survenues en 1982, 1999, 2001, 2009 et 2013 et au titre des inondations par remontée de nappe en 2013,.
Bourisp est exposée au risque de feu de forêt. Un plan départemental de protection des forêts contre les incendies a été approuvé par arrêté préfectoral le 21 avril 2020 pour la période 2020-2029. Le précédent couvrait la période 2007-2017. L’emploi du feu est régi par deux types de réglementations. D’abord le code forestier et l’arrêté préfectoral du 27 octobre 2014, qui réglementent l’emploi du feu à moins de 200 m des espaces naturels combustibles sur l’ensemble du département. Ensuite celle établie dans le cadre de la lutte contre la pollution de l’air, qui interdit le brûlage des déchets verts des particuliers. L’écobuage est quant à lui réglementé dans le cadre de commissions locales d’écobuage (CLE)

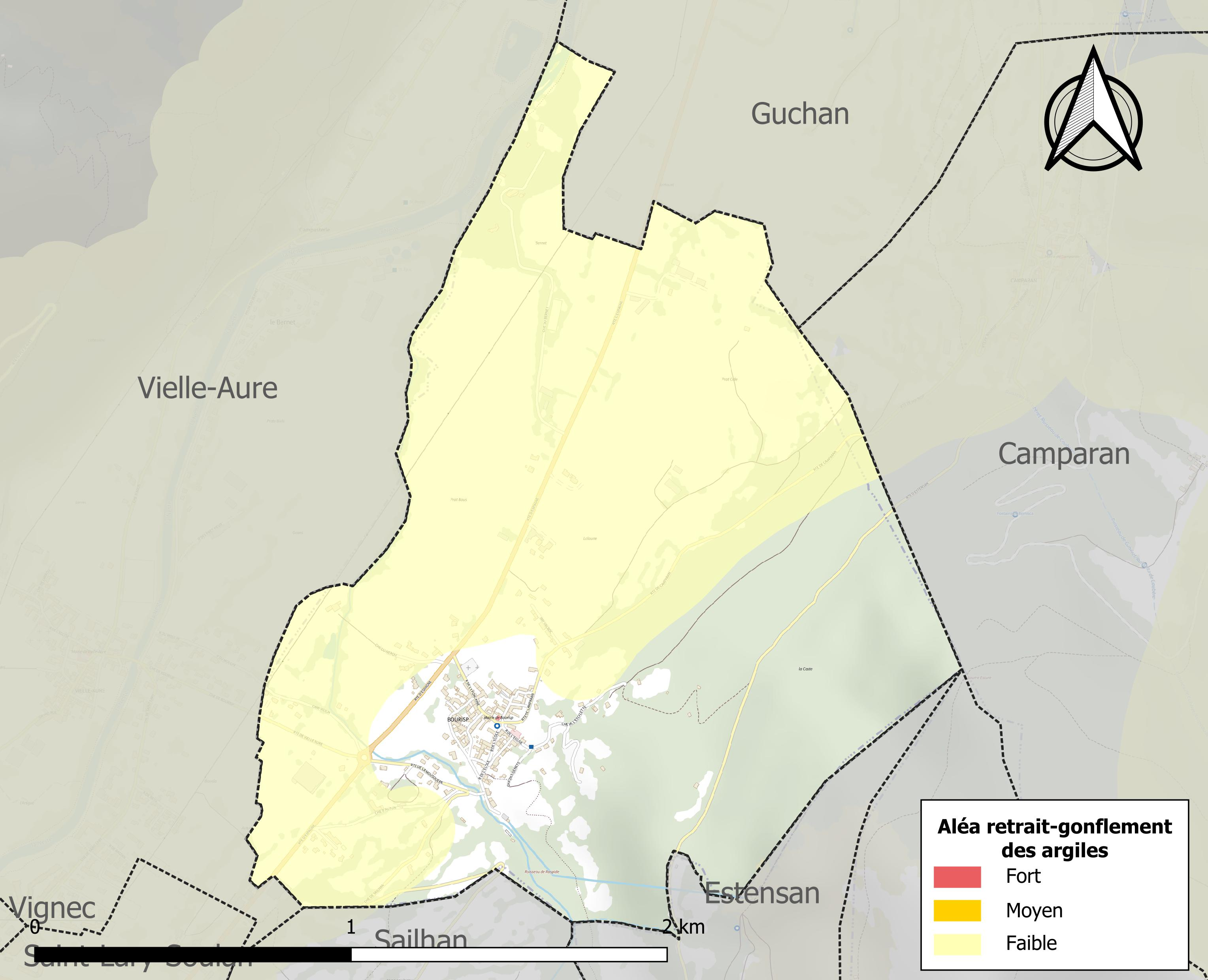
Carte des zones d'aléa retrait-gonflement des sols argileux de Bourisp.

Les mouvements de terrains susceptibles de se produire sur la commune sont des mouvements de sols liés à la présence d'argile et des tassements différentiels.
Le retrait-gonflement des sols argileux est susceptible d'engendrer des dommages importants aux bâtiments en cas d’alternance de périodes de sécheresse et de pluie. La totalité de la commune est en aléa faible (44,5 % au niveau départemental et 48,5 % au niveau national). Sur les 115 bâtiments dénombrés sur la commune en 2019, aucun n'est en aléa moyen ou fort, à comparer aux 75 % au niveau départemental et 54 % au niveau national. Une cartographie de l'exposition du territoire national au retrait gonflement des sols argileux est disponible sur le site du BRGM,.
Par ailleurs, afin de mieux appréhender le risque d’affaissement de terrain, l'inventaire national des cavités souterraines permet de localiser celles situées sur la commune.
Concernant les mouvements de terrains, la commune a été reconnue en état de catastrophe naturelle au titre des dommages causés par des mouvements de terrain en 1999 et 2013.

#### Risques technologiques
La commune est en outre située en aval d'un barrage de classe A. À ce titre elle est susceptible d’être touchée par l’onde de submersion consécutive à la rupture de cet ouvrage.

## Toponymie

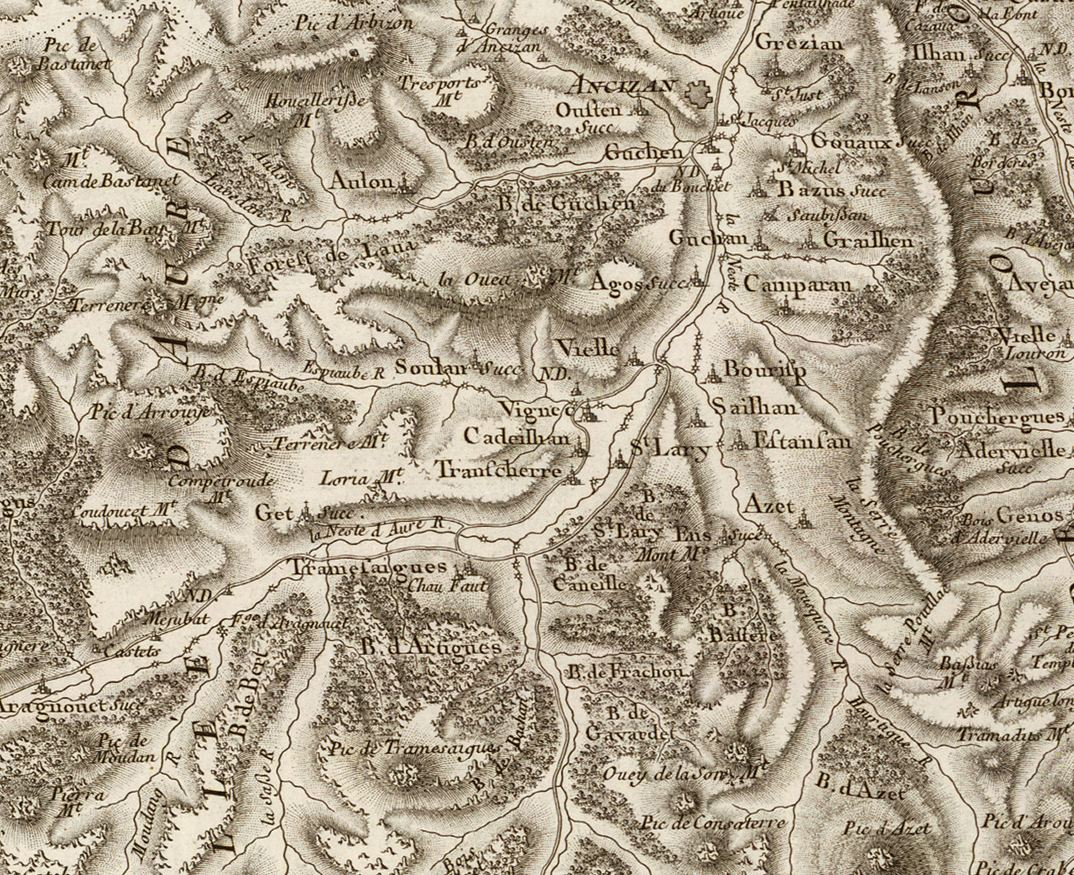
Extrait de la carte de Cassini (entre 1756 et 1789) situant Bourisp au nord de Saint-Lary.

On trouvera les principales informations dans le Dictionnaire toponymique des communes des Hautes-Pyrénées de Michel Grosclaude et Jean-François Le Nail qui rapporte les dénominations historiques du village :
Dénominations historiques :
- Assi Sans Barispo, Assi Sanz Borispo, latin (XIIe siècle, cartulaire de Bigorre) ;
- a Borisp (v. 1180, cartulaire de Bigorre) ;
- De Borispo, latin (1387, pouillé du Comminges).

Nom occitan : Borisp.

## Politique et administration

### Liste des maires

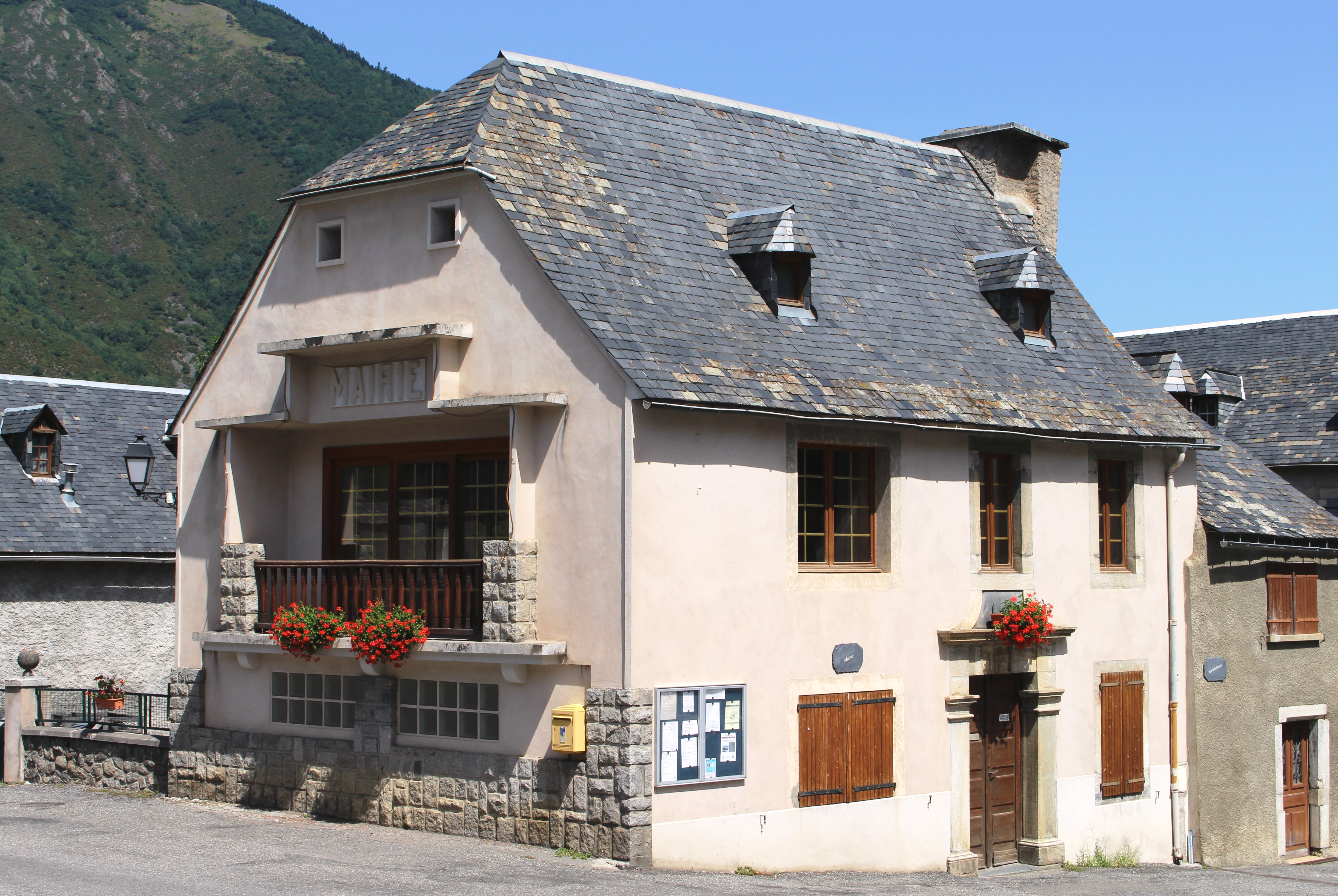
La mairie en 2015.

| Période                        | Période  | Identité         | Étiquette | Qualité              |
| ------------------------------ | -------- | ---------------- | --------- | -------------------- |
| septembre 1944                 | 1953     | Bertrand Picasse |           |                      |
| mars 1953                      | 1959     | Bernard Anglade  |           |                      |
| mars 1959                      | 1977     | Henri Caillavet  | MRG       | Sénateur (1967-1983) |
| mars 1977                      | 1977     | Pierre Mouniq    |           |                      |
| octobre 1977                   | 1995     | Joseph Casteran  |           |                      |
| juin 1995 (réélu en mars 2014) | En cours | Jean Paucis      |           |                      |

### Rattachements administratifs et électoraux

#### Historique administratif
Sénéchaussée d'Auch, pays des Quatre-Vallées, vallée d'Aure, canton d'Arreau  puis de Vielle-Aure (1790-2014).

#### Intercommunalité
Bourisp fait partie de la communauté de communes Aure Louron, créée au 1er janvier 2017 et qui réunit 47 communes.

## Population et société

### Démographie

#### Évolution démographique

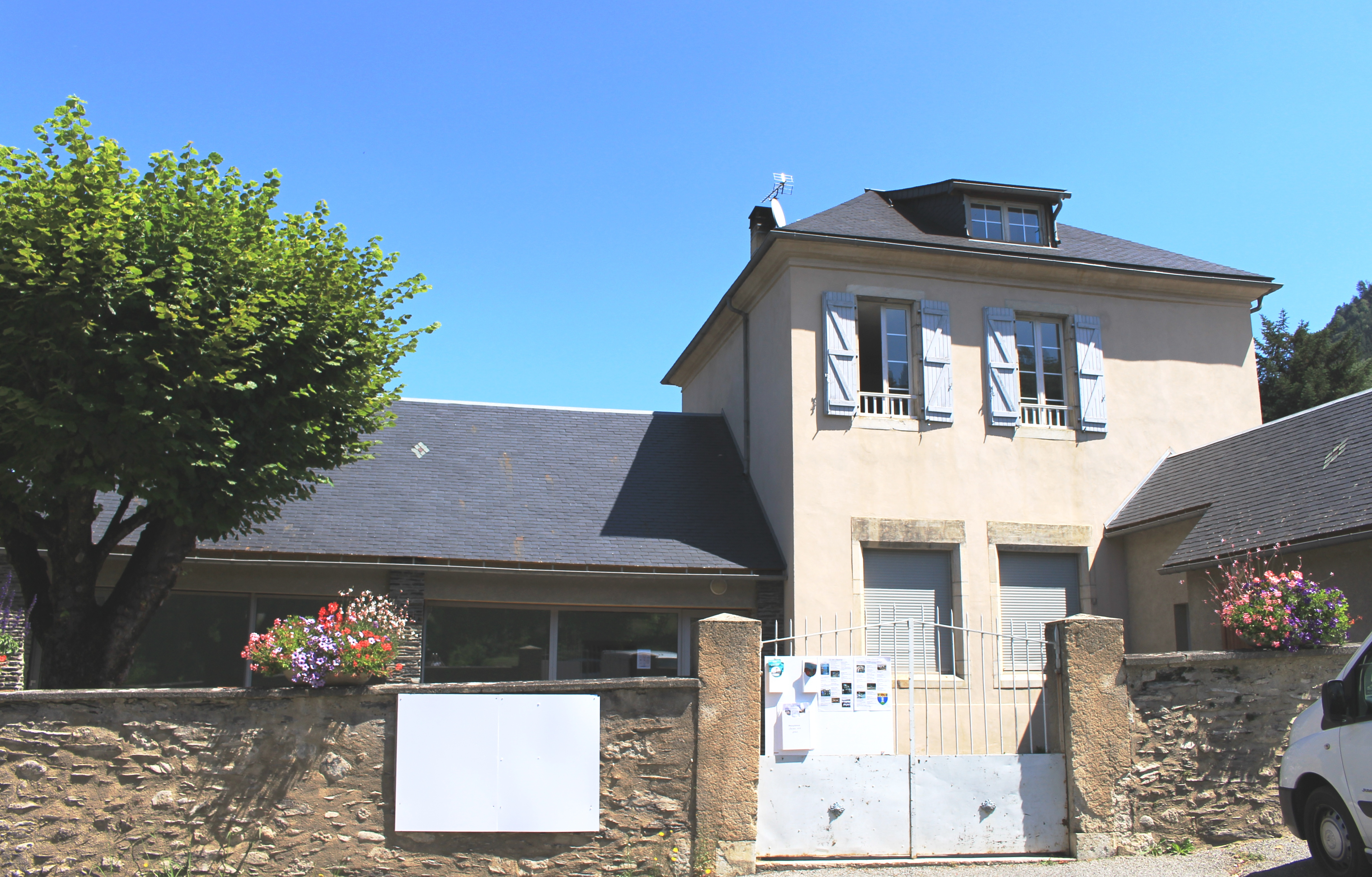
L’ancienne école en 2021.

L'évolution du nombre d'habitants est connue à travers les recensements de la population effectués dans la commune depuis 1793. Pour les communes de moins de 10 000 habitants, une enquête de recensement portant sur toute la population est réalisée tous les cinq ans, les populations de référence des années intermédiaires étant quant à elles estimées par interpolation ou extrapolation. Pour la commune, le premier recensement exhaustif entrant dans le cadre du nouveau dispositif a été réalisé en 2006.

En 2022, la commune comptait 190 habitants, en évolution de +20,25 % par rapport à 2016 (Hautes-Pyrénées : +1,59 %, France hors Mayotte : +2,11 %).
| 1793 | 1800 | 1806 | 1821 | 1831 | 1836 | 1841 | 1846 | 1851 |
| ---- | ---- | ---- | ---- | ---- | ---- | ---- | ---- | ---- |
| 169  | 189  | 172  | 172  | 179  | 242  | 239  | 260  | 271  |

| 1856 | 1861 | 1866 | 1872 | 1876 | 1881 | 1886 | 1891 | 1896 |
| ---- | ---- | ---- | ---- | ---- | ---- | ---- | ---- | ---- |
| 230  | 237  | 323  | 294  | 260  | 192  | 222  | 212  | 221  |

| 1901 | 1906 | 1911 | 1921 | 1926 | 1931 | 1936 | 1946 | 1954 |
| ---- | ---- | ---- | ---- | ---- | ---- | ---- | ---- | ---- |
| 209  | 186  | 157  | 159  | 141  | 133  | 123  | 126  | 180  |

| 1962 | 1968 | 1975 | 1982 | 1990 | 1999 | 2006 | 2011 | 2016 |
| ---- | ---- | ---- | ---- | ---- | ---- | ---- | ---- | ---- |
| 96   | 124  | 120  | 87   | 103  | 110  | 145  | 156  | 158  |

| 2021 | 2022 | - | - | - | - | - | - | - |
| ---- | ---- | - | - | - | - | - | - | - |
| 182  | 190  | - | - | - | - | - | - | - |

### Enseignement
La commune dépend de l'académie de Toulouse. Elle ne dispose plus d'école en 2019. Fermée en 1977-1978.

## Économie

### Revenus
En 2018, la commune compte 79 ménages fiscaux, regroupant 161 personnes. La médiane du revenu disponible par unité de consommation est de 18 800 € (20 420 € dans le département).

### Emploi
|                | 2008  | 2013  | 2018  |
| -------------- | ----- | ----- | ----- |
| Commune        | 2,2 % | 4,9 % | 4,3 % |
| Département    | 7,7 % | 9,4 % | 9,8 % |
| France entière | 8,3 % | 10 %  | 10 %  |

En 2018, la population âgée de 15 à 64 ans s'élève à 97 personnes, parmi lesquelles on compte 83,9 % d'actifs (79,6 % ayant un emploi et 4,3 % de chômeurs) et 16,1 % d'inactifs,. Depuis 2008, le taux de chômage communal (au sens du recensement) des 15-64 ans est inférieur à celui de la France et du département.
La commune est hors attraction des villes,. Elle compte 96 emplois en 2018, contre 59 en 2013 et 26 en 2008. Le nombre d'actifs ayant un emploi résidant dans la commune est de 81, soit un indicateur de concentration d'emploi de 118,5 % et un taux d'activité parmi les 15 ans ou plus de 65,1 %.
Sur ces 81 actifs de 15 ans ou plus ayant un emploi, 13 travaillent dans la commune, soit 17 % des habitants. Pour se rendre au travail, 83,3 % des habitants utilisent un véhicule personnel ou de fonction à quatre roues, 1,3 % les transports en commun, 10,3 % s'y rendent en deux-roues, à vélo ou à pied et 5,1 % n'ont pas besoin de transport (travail au domicile).

## Culture locale et patrimoine

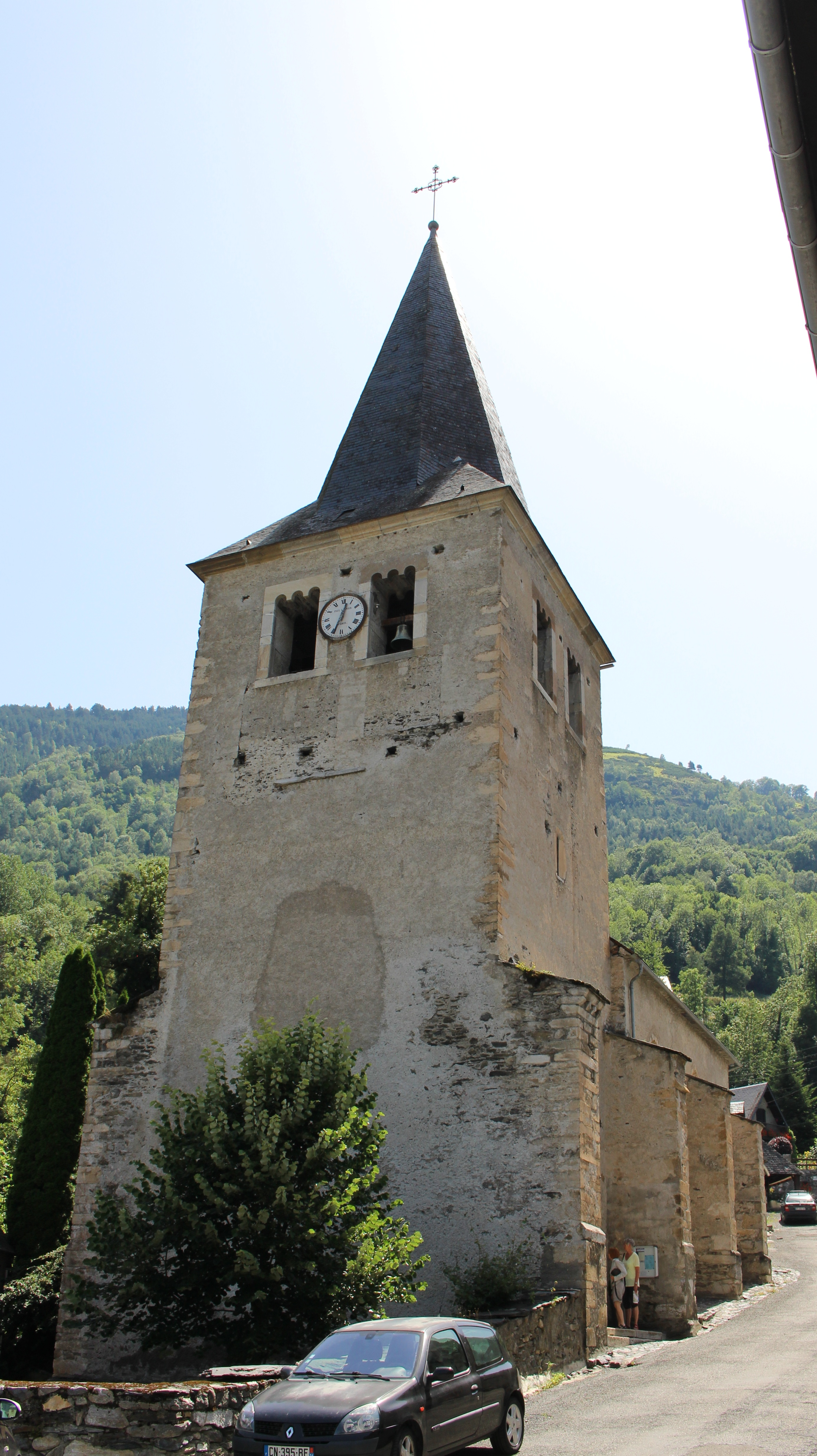
L'église Notre-Dame en 2015.

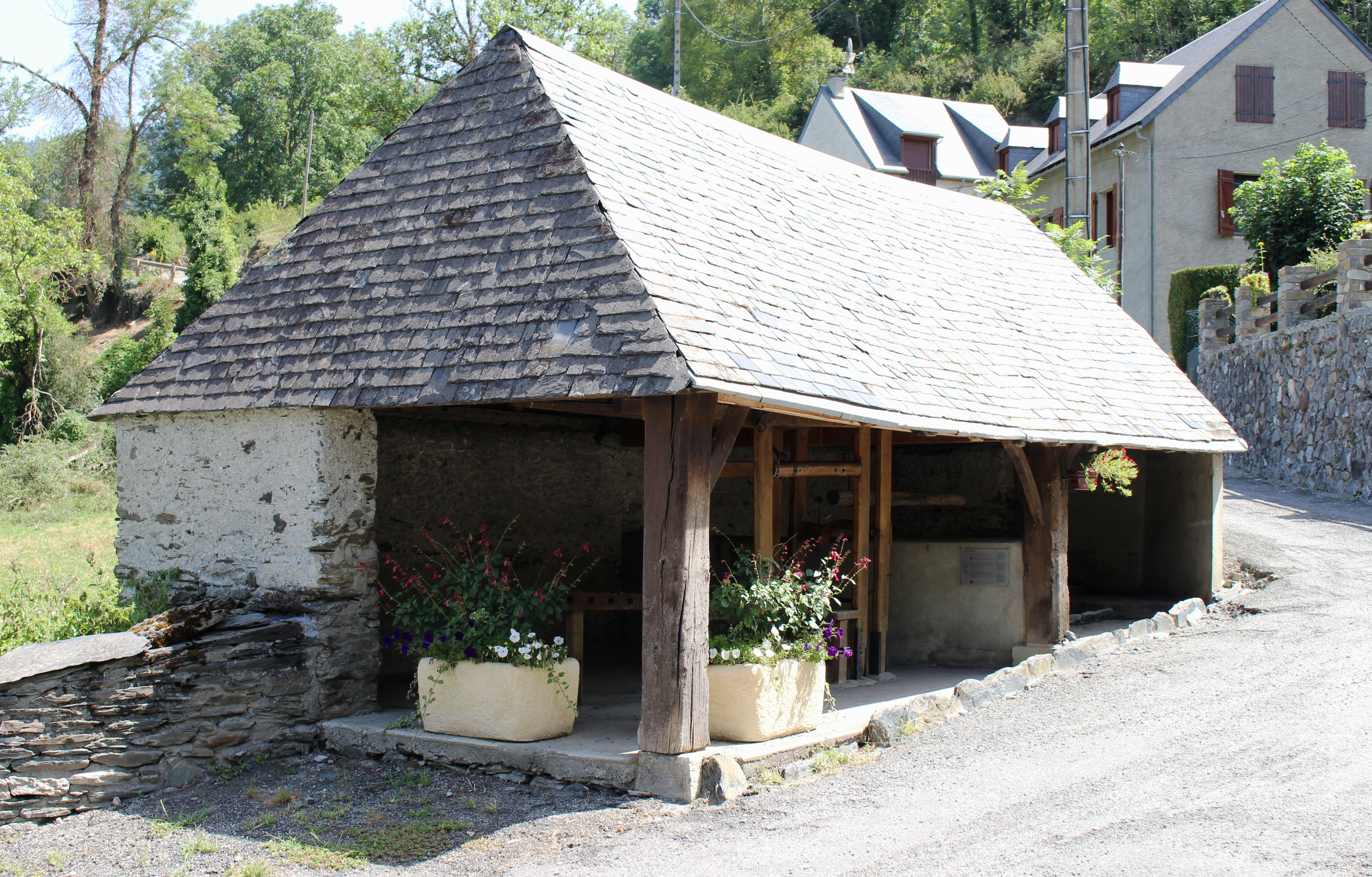
Le lavoir en 2015.

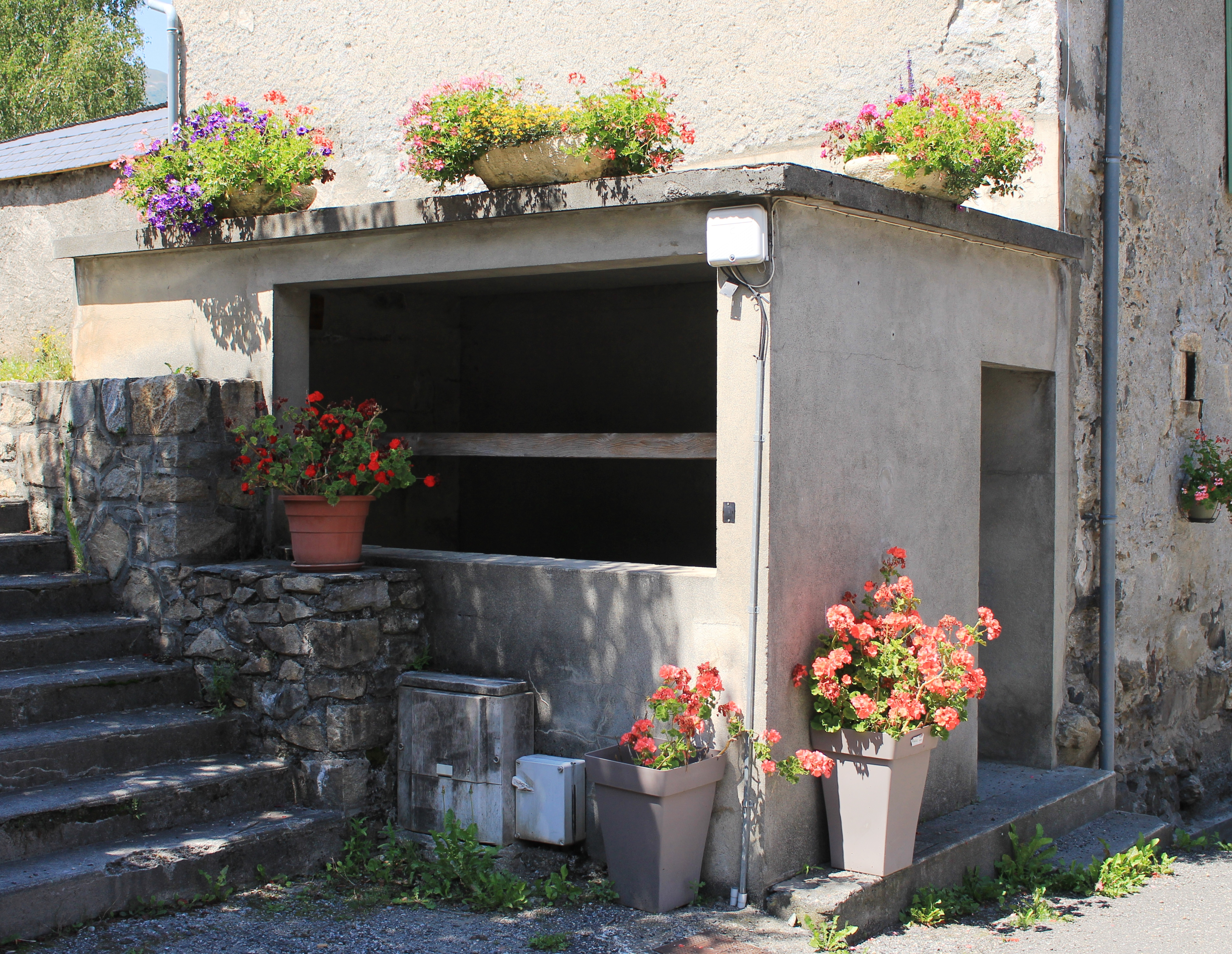
Le lavoir de la mairie en 2021.

### Lieux et monuments
- L'église Notre-Dame-de-Sescas[47], du XVe siècle, présente un ensemble remarquable de peintures murales du XVIe siècle, dont « les sept péchés capitaux » : l'orgueil, l'avarice, la gourmandise, la luxure, la colère, l'envie et la paresse, symbolisés par sept dames en costume d'époque montées sur des animaux divers et portant en croupe des démons.
- Le lavoir de Bourisp

### Personnalités liées à la commune
- Henri Caillavet (1914-2013), homme politique, maire de Bourisp entre 1959 et 1983.
- Maurice Dupey (1946-2022), rugbyman français

### Héraldique
| Blason | Blasonnement : D'azur à la tour d'argent, maçonnée de sable, posée sur un mont de sinople ; au chef d'or chargé d'un lion léopardé de gueules armé et lampassé d'azur accosté de deux fleurs de lis d'azur. |

Sélection de vues diverses
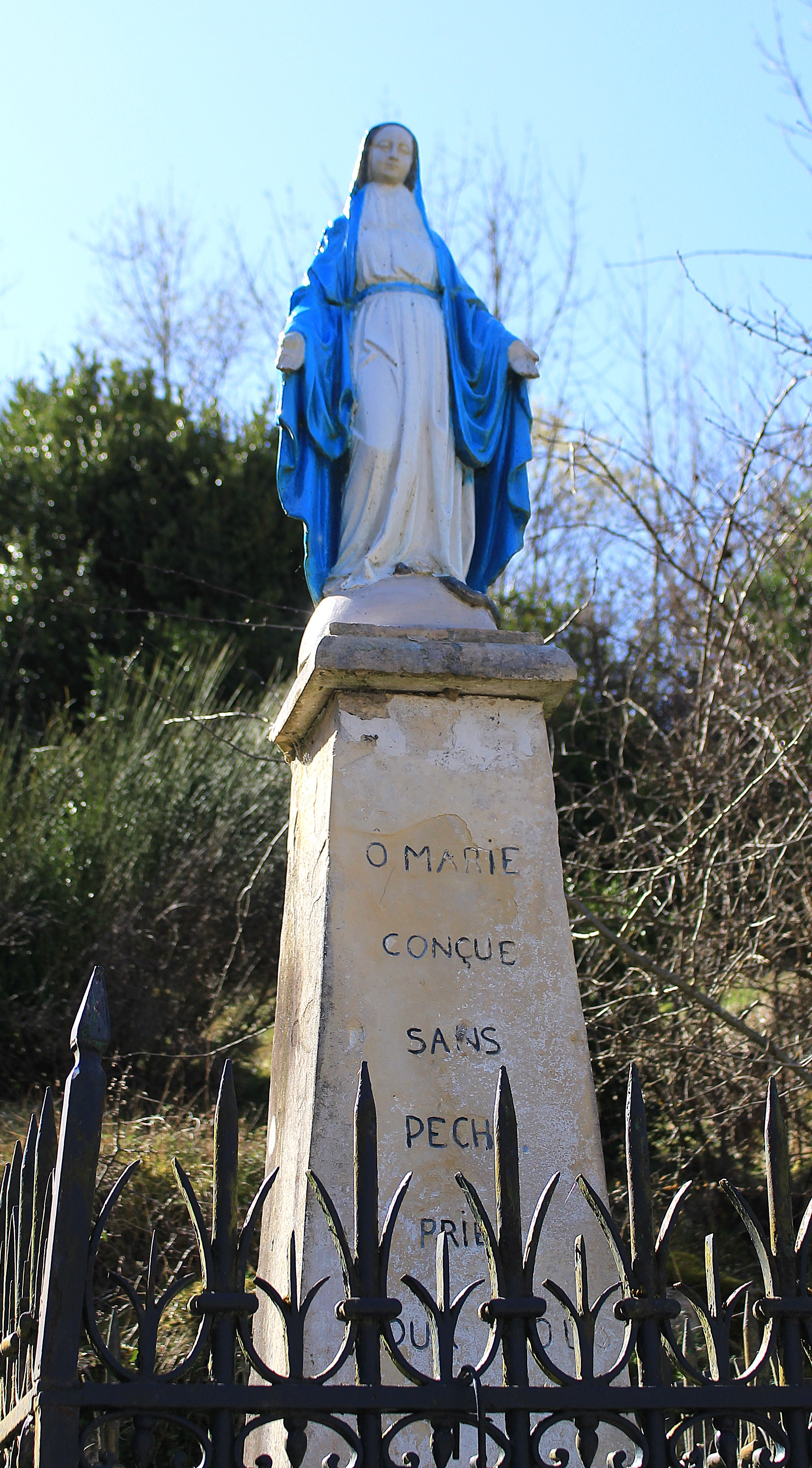
Vierge Marie.
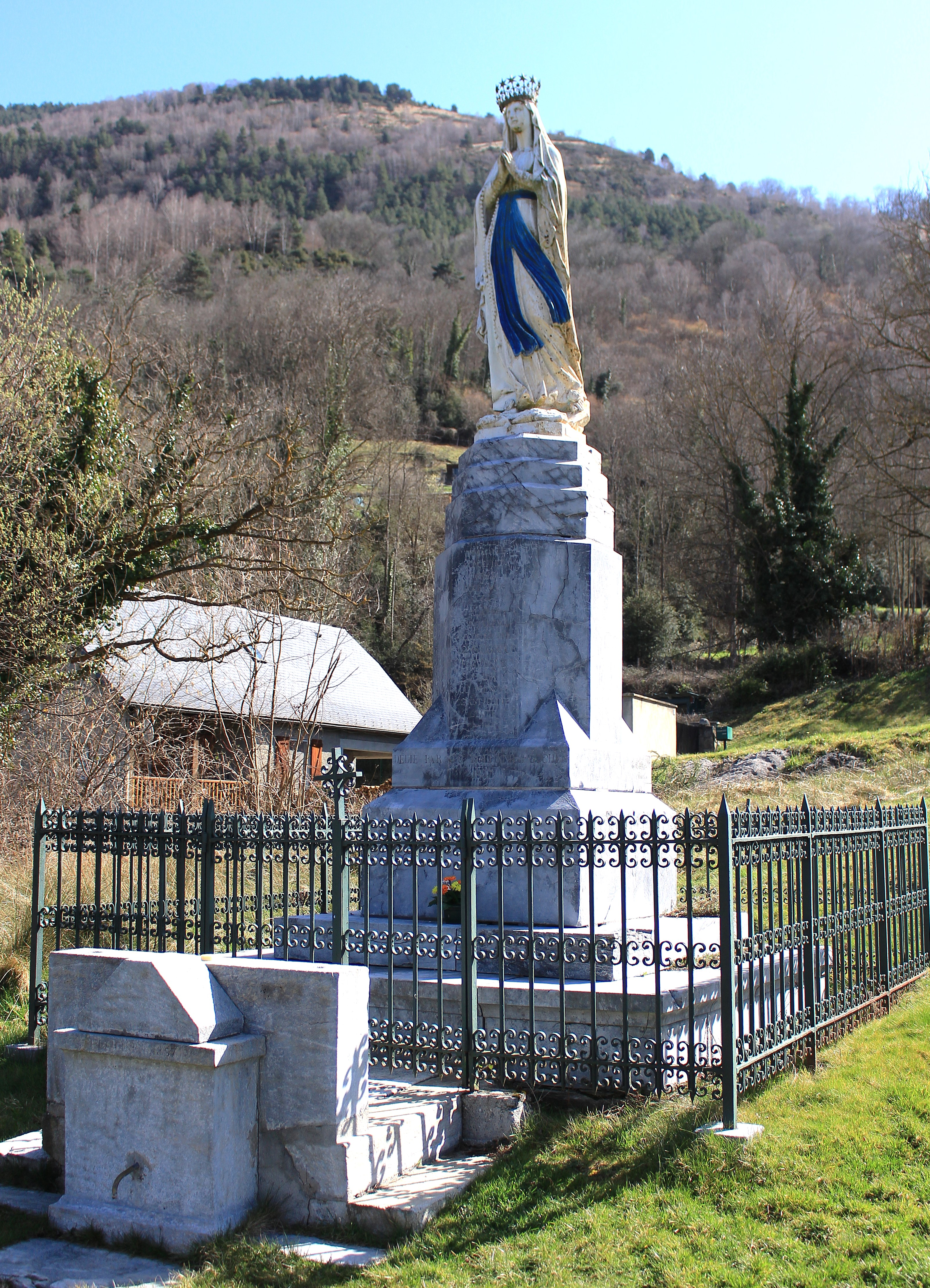
Vierge Marie.
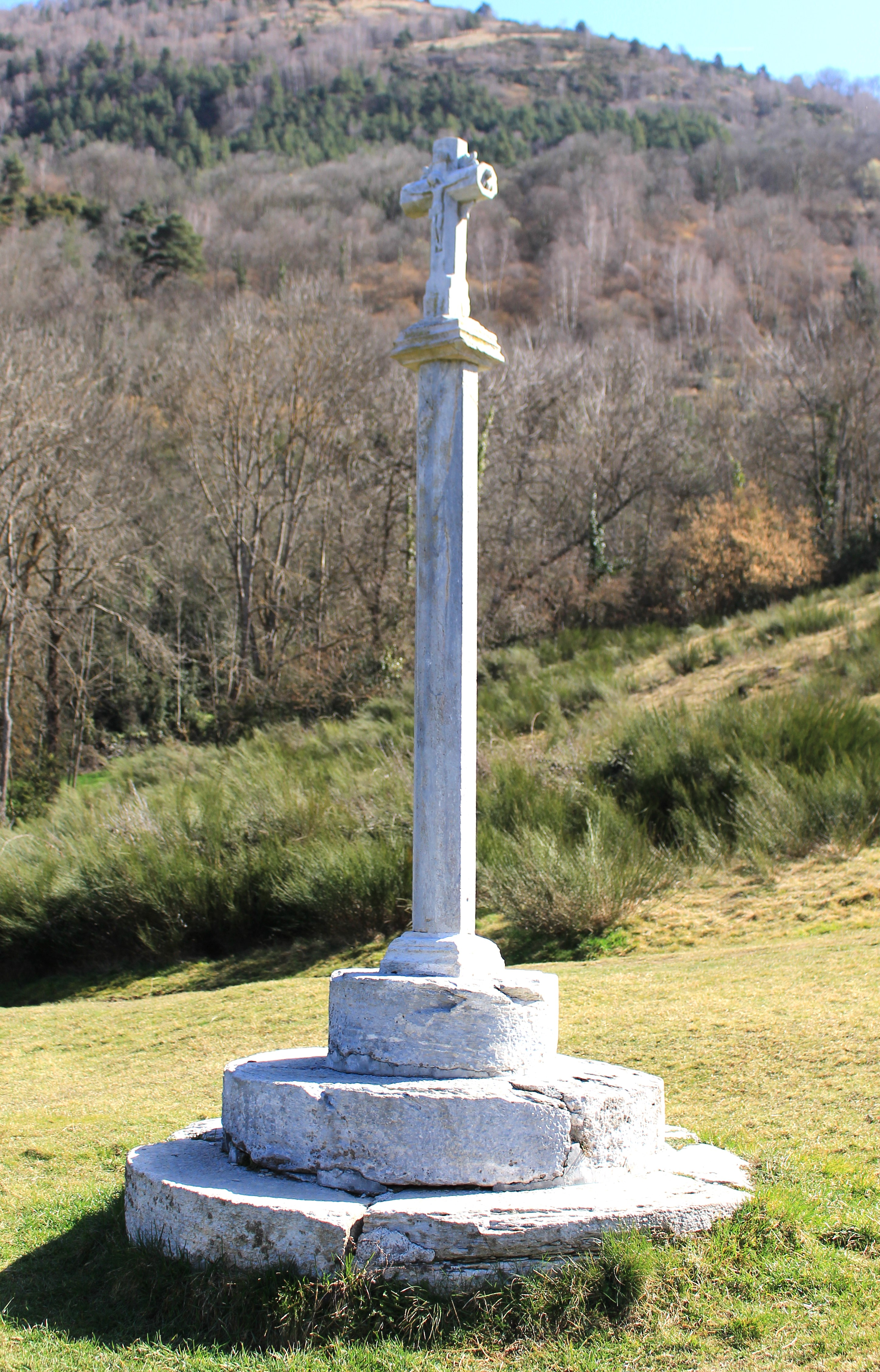
Une croix.